# Eva Rivas
Eva Rivas (orm. Եվա Ռիվաս, ros. Ева Ривас), właściwie Walerija Aleksandrowna Rieszetnikowa-Caturian (ros. Валерия Александровна Решетникова-Цатурян; ur. 13 lipca 1987 w Rostowie nad Donem) – rosyjska piosenkarka ormiańskiego pochodzenia.
Jej pseudonim artystyczny zainspirowany jest imieniem prababci.

## Życiorys
Jej matka jest Ormianką, a ojciec ma rosyjsko-greckie korzenie. W latach 1996–2004 była solistką w zespole Arewik, grającym muzykę klasyczną, który w 2000 roku otrzymał tytuł grupy roku. W 2005 roku zdobyła miano Złotego Głosu Rostowa, Miss Perły Donu oraz Wicemiss Kaukazu. W tym samym roku otrzymała pierwszą nagrodę za Najlepszą piosenkę ormiańską podczas ceremonii wręczenia nagród muzycznych w kraju.
W 2008 roku zaczęła współpracę z agencją produkcyjną Armenian Production i przybrała pseudonim Eva Rivas. W lutym 2010 roku z utworem „Apricot Stone” została wybrana na reprezentantkę Armenii w 55. Konkursie Piosenki Eurowizji w Oslo. 29 maja zajęła siódme miejsce w finale Eurowizji 2010. W 2014 roku została jedną z jurorek trzeciej edycji programu rozrywkowego Hajastani dzajny.